# Can Ferrer (Tossa de Mar)
Can Ferrer és un edifici del municipi de Tossa de Mar (Selva). L'edifici està ubicat al costat dret del carrer de la Mare de Déu dels Socors. Forma part de l'Inventari del Patrimoni Arquitectònic de Catalunya.

## Descripció
És un edifici de tres plantes, entre mitgeres, cobert amb una teulada d'una sola aigua de vessant a façana. L'immoble està estructurat internament basant-se en quatre crugies. La planta baixa consta de cinc obertures, de les quals sobresurt especialment el gran portal d'arc rebaixat amb uns grans muntants de pedra molt ben treballats i escairats. Dos escuts ornamenten aquest portal: el primer, ubicat en la clau de l'arc, correspon a l'escut de Can Ferrer com així ho acredita l'enclusa i el martell que apareixen en la part central de l'escut. El segon, que reprodueix l'escut de Tossa, cal situar-lo en el context del sumptuós treball a què ha estat sotmesa la porta, la qual està treballada en un repujat de fusta. Concretament en la part esquerra superior, podem contemplar l'escut oficial de Tossa.

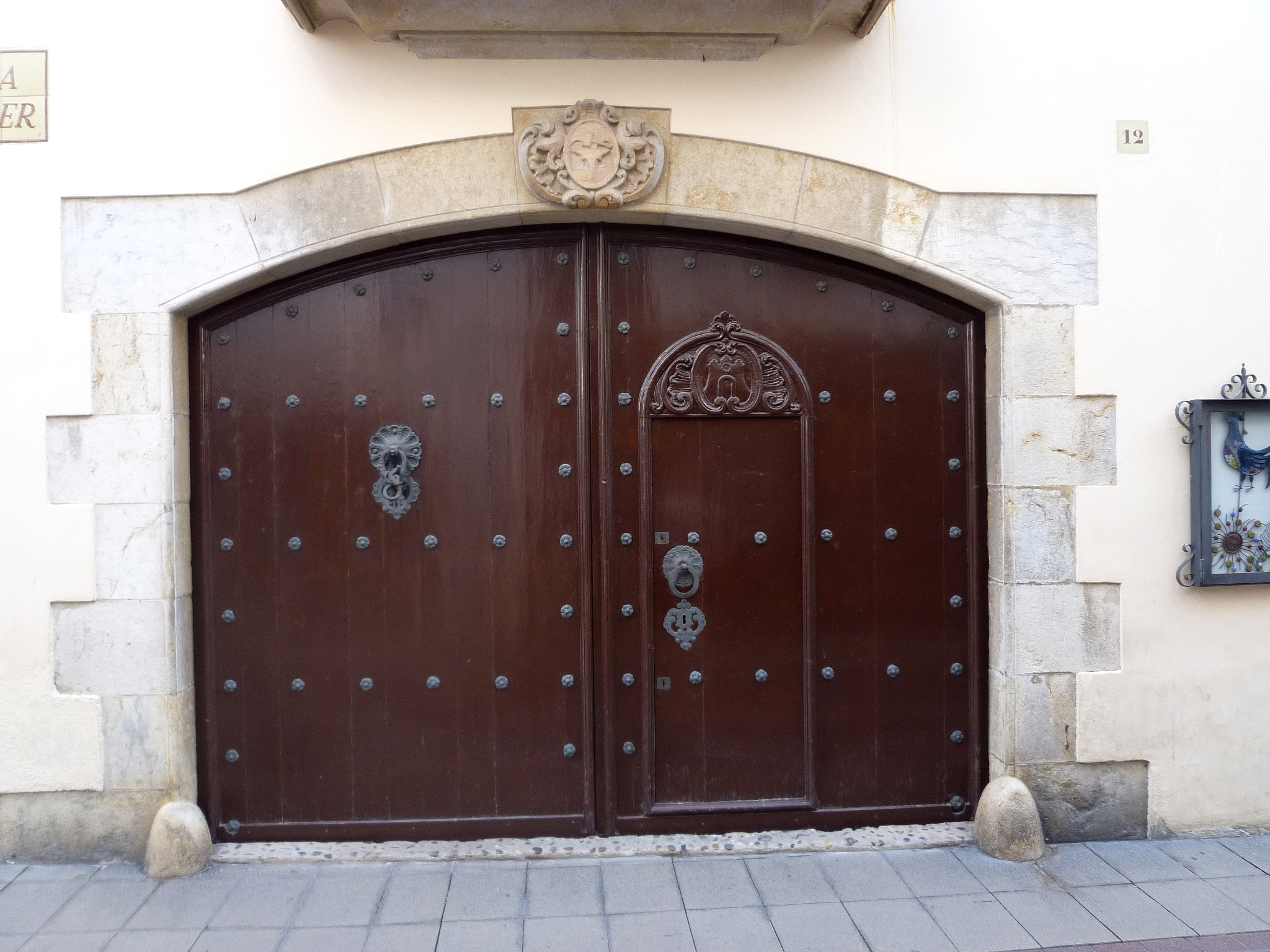
Portal

Simultàniament el portal es troba flanquejat per dues obertures: la de la dreta consisteix en una finestra rectangular equipada amb llinda monolítica, muntants de pedra i coberta amb un enreixat de ferro forjat. La de l'esquerra es tracta d'una finestra geminada amb un capitell romànic reaprofitat, procedent d'una altra construcció i ubicat en aquest emplaçament com a motiu decoratiu. A l'extrem esquerre de la planta baixa trobem dues obertures que responen a una mateixa funcionalitat i tipologia, ja que actuen com a portals d'accés secundaris equipats amb llinda monolítica i muntants de pedra.
En el primer pis o planta noble, predominen les grans obertures rectangulars amb llinda monolítica, muntants de pedra ben escairats i projectades com a balconades amb les seves respectives baranes de ferro forjat. Trenquen aquest ritme compositiu, tot i que de manera tímida, les tres finestres rectangulars ubicades en els extrems - una a l'extrem dret i les altres dues a l'esquerre- equipades amb llinda monolítica, muntants de pedra i ampit treballat.
El segon pis, que actuaria com a galeria, s'ha projectat en la façana en format de badius amb tres arcs de mig punt. Tanca l'edifici en la part superior un ràfec prominent format per vuit fileres: les dues primeres de rajola plana, la tercera de teula, la quarta de rajola en punta de diamant, la cinquena de rajola plana, la sisena de teula, la setena de rajola en punta de diamant i la vuitena de teula.

## Història
A mitjans del segle xx, l'immoble va ser objecte d'un conjunt de reformes integrals protagonitzades per l'arquitecte Josep Maria de Falguera Silvilla de Riera, germà d'Antoni Falguera. El 1923 va ser nomenat arquitecte municipal, i encara consta com a tal el 1929, per bé que això era el títol gairebé honorífic. Un càrrec que va compaginar amb dues tasques més: per una banda, la de delegat de la junta de Conservació del recinte historicoarqueològic de la Vila Vella de Tossa. Mentre que per l'altra, amb el seu càrrec d'arquitecte a Barcelona.